# 사네요시 노리타다
사네요시 노리타다(일본어: 實好 礼忠, 1972년 10월 19일 ~ )는 일본의 전 축구 선수이다.

## 구단 경력
1995년 J1리그의 감바 오사카에 입단하였다. 2007년까지 236경기에 나서 1득점을 넣었다. 2005년에 J1리그 우승을 차지하였다. 2007년후 현역 은퇴.

## 지도자 경력
은퇴 후에는 감바 오사카와 나고야 그램퍼스의 코치를 거쳐, 2016년과 2018년까지 감바 오사카 U-23에서 감독을 맡았다. 2020년 교토 상가 FC의 감독으로 취임하였다.